# Węgierski szyk bojowy
Węgierski szyk bojowy – szyk bojowy zastosowany po raz pierwszy przez Karola V przeciwko Turkom pod Wiedniem w 1532.
Przed szykiem ustawiona była artyleria, za nią muszkieterzy, a następnie wielkie batalie pikinierów po 8–10 tys. żołnierzy na przemian z jazdą. Pozycje artylerii i muszkieterów na bokach i z tyłu umożliwiało obronę okrężną.